# Јагоче
Јагоче је насеље у општини Бијело Поље у Црној Гори. Према попису из 2003. било је 133 становника (према попису из 1991. било је 189 становника).

## Демографија
У насељу Јагоче живи 100 пунолетних становника, а просечна старост становништва износи 37,5 година (34,8 код мушкараца и 40,7 код жена). У насељу има 36 домаћинстава, а просечан број чланова по домаћинству је 3,69.
Ово насеље је углавном насељено Србима (према попису из 2003. године), а у последња три пописа, примећен је пад у броју становника.
|  |

| Демографија | Демографија | Демографија |
| Година      | Становника  | Становника  |
| ----------- | ----------- | ----------- |
|             |             |             |
|             |             |             |
|             |             |             |
|             |             |             |
| 1948.       | 249         |             |
| 1953.       | 239         |             |
| 1961.       | 254         |             |
| 1971.       | 226         |             |
| 1981.       | 203         |             |
| 1991.       | 189         | 188         |
| 2003.       | 162         | 133         |
|             |             |             |

| Етнички састав према попису из 2003.‍ | Етнички састав према попису из 2003.‍ | Етнички састав према попису из 2003.‍ | Етнички састав према попису из 2003.‍ | Етнички састав према попису из 2003.‍ |
| ------------------------------------ | ------------------------------------ | ------------------------------------ | ------------------------------------ | ------------------------------------ |
|                                      |                                      |                                      |                                      |                                      |
| Срби                                 | Срби                                 |                                      | 88                                   | 66,16%                               |
| Муслимани                            | Муслимани                            |                                      | 29                                   | 21,80%                               |
| Црногорци                            | Црногорци                            |                                      | 10                                   | 7,51%                                |
| Бошњаци                              | Бошњаци                              |                                      | 6                                    | 4,51%                                |
| непознато                            | непознато                            |                                      | 0                                    | 0,0%                                 |

| Година пописа     | 1948. | 1953. | 1961. | 1971. | 1981. | 1991. | 2003. |
| ----------------- | ----- | ----- | ----- | ----- | ----- | ----- | ----- |
| Број домаћинстава | 44    | 41    | 49    | 51    | 45    | 47    | 42    |

| Број чланова      | 1  | 2 | 3 | 4 | 5 | 6 | 7 | 8 | 9 | 10 и више | Просек |
| ----------------- | -- | - | - | - | - | - | - | - | - | --------- | ------ |
| Број домаћинстава | 36 | 7 | 7 | 4 | 6 | 4 | 3 | 4 | 0 | 0         | 1      |

| Пол    | Укупно | Неожењен/Неудата | Ожењен/Удата | Удовац/Удовица | Разведен/Разведена | Непознато |
| ------ | ------ | ---------------- | ------------ | -------------- | ------------------ | --------- |
| Мушки  | 53     | 20               | 30           | 0              | 0                  | 3         |
| Женски | 51     | 9                | 31           | 6              | 1                  | 4         |
| УКУПНО | 104    | 29               | 61           | 6              | 1                  | 7         |

| Пол    | Укупно                    | Пољопривреда, лов и шумарство | Рибарство                            | Вађење руде и камена | Прерађивачка индустрија       |
| ------ | ------------------------- | ----------------------------- | ------------------------------------ | -------------------- | ----------------------------- |
| Мушки  | 17                        | 2                             | 0                                    | 0                    | 2                             |
| Женски | 12                        | 7                             | 0                                    | 0                    | 1                             |
| УКУПНО | 29                        | 9                             | 0                                    | 0                    | 3                             |
| Пол    | Производња и снабдевање   | Грађевинарство                | Трговина                             | Хотели и ресторани   | Саобраћај, складиштење и везе |
| Мушки  | 0                         | 5                             | 2                                    | 1                    | 0                             |
| Женски | 0                         | 0                             | 2                                    | 0                    | 0                             |
| УКУПНО | 0                         | 5                             | 4                                    | 1                    | 0                             |
| Пол    | Финансијско посредовање   | Некретнине                    | Државна управа и одбрана             | Образовање           | Здравствени и социјални рад   |
| Мушки  | 0                         | 0                             | 2                                    | 2                    | 0                             |
| Женски | 0                         | 0                             | 0                                    | 1                    | 0                             |
| УКУПНО | 0                         | 0                             | 2                                    | 3                    | 0                             |
| Пол    | Остале услужне активности | Приватна домаћинства          | Екстериторијалне организације и тела | Непознато            | Непознато                     |
| Мушки  | 0                         | 0                             | 0                                    | 1                    | 1                             |
| Женски | 0                         | 0                             | 0                                    | 1                    | 1                             |
| УКУПНО | 0                         | 0                             | 0                                    | 2                    | 2                             |